# الكسندر بيتر روس
الكسندر بيتر روس هو سياسي كندي، ولد في 19 ديسمبر 1831 في كورنوال في كندا، وتوفي بنفس المكان في 18 أكتوبر 1915. حزبياً، نشط في حزب أونتاريو المحافظ التقدمي. وقد انتخب عضو برلمان مقاطعة أونتاريو.